# Thorictus peyerimhoffi
Thorictus peyerimhoffi là một loài bọ cánh cứng trong họ Dermestidae. Loài này được Chobaut miêu tả khoa học năm 1904.